# Kẹo mạch nha

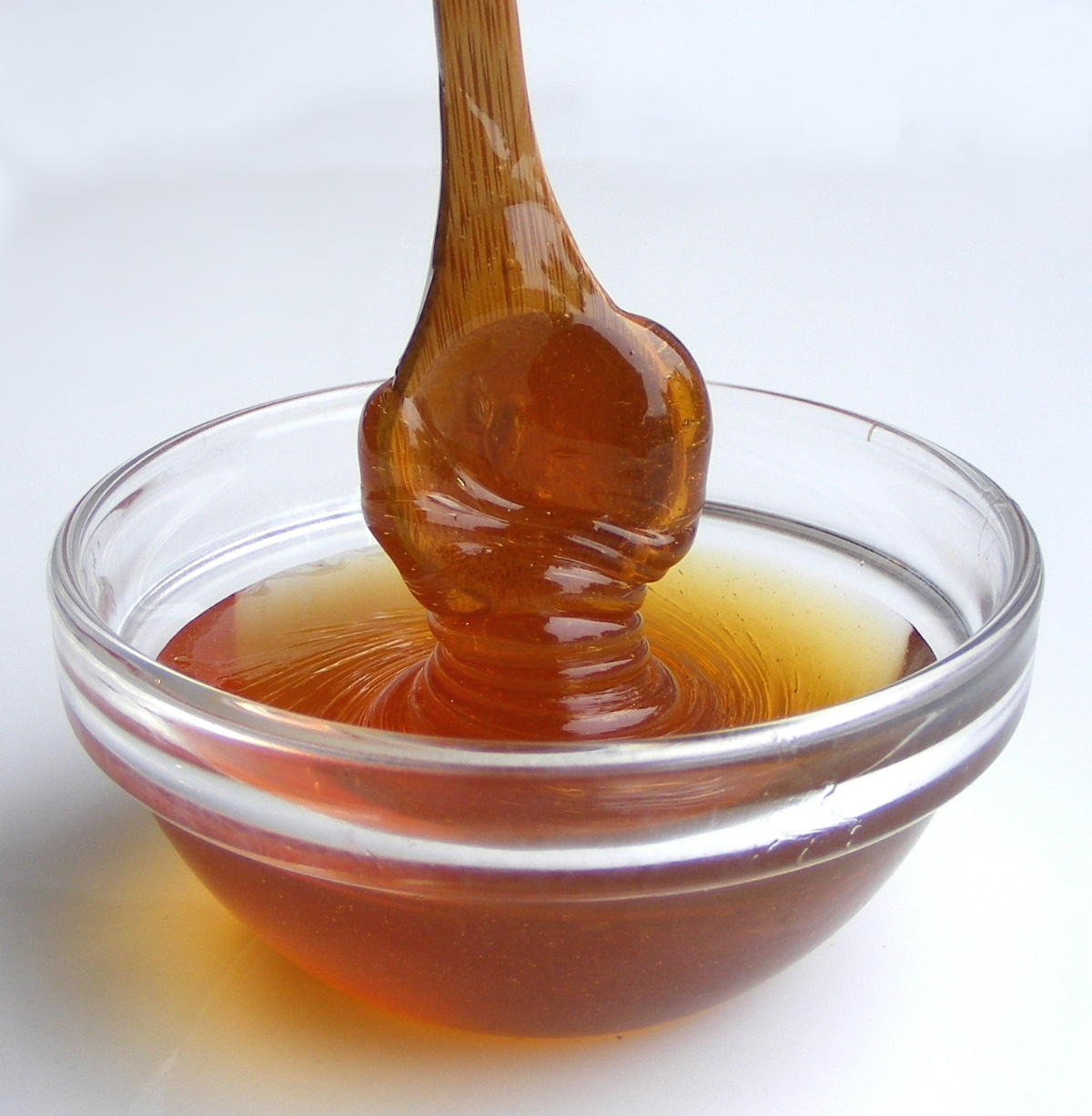
Một bát đường mạch nha

Kẹo mạch nha hay còn gọi là đường mạch nha hay gọi gọn là mạch nha là tên gọi dùng để chỉ loại mật dẻo được sản xuất từ ngũ cốc hay mạch nha (lúa mạch, đại mạch, hột lúa mạch mì đã có mầm, lúa, nếp), đây là một chất đường dẻo được làm bằng gạo nếp và các loại tinh bột, có dùng men (các enzym Termamyl, Fungamyl) trong mầm thóc để đường hoá. Loại kẹo đường này có độ dẻo nhưng không dai, màu vàng sậm, vị ngọt thanh, thơm ngon mùi nếp (Tên khoa học: Saccharum granorum). Tên gọi khác: Kẹo mạ, di đường, đường nha, kẹo nha, mạch nha, Kẹo mầm.

## Chế biến

### Nguyên liệu
Nguyên liệu để nấu mạch nha gồm có bột mộng của ngũ cốc như lúa nếp, gạo nếp, lúa mạch, đại mạch, hột lúa mạch mì đã có mầm hoặc từ sắn và mộng lúa già. Vị ngọt của mạch nha hoàn toàn là vị ngọt của nếp và mộng lúa chứ không phải từ đường. Nếp và mộng lúa già. Nếp phải lớn hạt, không lép, phơi thật khô. Mộng lúa phải già nắng.

### Công thức hóa học
Thành phần chủ yếu của nguyên liệu là tinh bột. Tinh bột là một đại phân tử gồm hàng triệu, triệu phân tử glucô hợp lại với nhau. Trong lúc đó, mạch nha là đường maltose. Đường maltose gồm 2 phân tử glucô nối lại với nhau. Vì vậy, muốn biến tinh bột thành đường mạch nha người ta thực hiện việc cắt mạch tinh bột thành từng cặp gồm 2 phân tử glucô với nhau (bằng phương pháp lên men). Như vậy sẽ có đường mạch nha.
Trong mạch nha cũng như trong thóc nảy mầm có tinh bột, chất béo, chất protit, đường mantoza, sacaroza, các men amylaza, mantaza, vitamin b, c, lexitin. Trong kẹo mạ có glucoza, sacaroza, axit lactic,axit photphoric và calci, một ít chất protit (E.Cousin, Nguyễn Văn Định và Đào Sỹ Chu, 1941). Kẹo mạ ngoài tính chất bổ vì phần lớn đường có thể hấp thụ ngay được còn là một tác nhân nhũ hóa rất mạnh.

### Quy trình chế biến
- Bước 1, chế biến mộng lúa nếp:

Chọn nếp hoặc lúa khô, ngâm nước 24 tiếng đồng hồ, vớt ra xả sạch nước chua, đem ủ ba ngày đêm, thường xuyên tưới nước như ủ lúa giống làm mạ. Sau đó lại trải mỏng ra và tiếp tục ủ 4 đến 5 ngày, tưới nước đều cho mộng dài ra và thật đều. Sau đó đem mộng ra rũ sạch trấu, rửa sạch và ủ lại cho mộng héo, xé rời ra phơi nắng cho thật khô giòn rồi đem giã nhỏ hoặc xay thành bột gọi là bột mầm.
- Bước 2, chế biến mạch nha:

Gạo nếp đem nấu thành xôi, đổ ra nong để nguội. Trộn đều cơm nếp với bột mộng lúa nếp với nhau theo tỷ lệ 5 kg gạo 1 kg bột mộng (nếu cho già mộng thì chất ngọt nhiều nhưng màu mạch nha hơi đỏ). Sau đó trộn đều rồi đổ thêm nước lã theo tỷ lệ 2 kg gạo 1 lít nước, cho vào chảo gang thật lớn, đổ nước sền sệt rồi bỏ thêm bột mầm vào khuấy đều và đun sôi hoặc bắc lên lò nấu và khuấy nhuyễn. Tiếp đến cần phải lọc ép tách cặn bẩn để thu lấy dịch đường trước khi tiến hành cô đặc dịch, cụ thể là nấu độ 6 - 7 tiếng đồng hồ hoặc 12 tiếng thì đổ vào bao gai, ép lấy nước tinh chất nếp, xác thì bỏ. Lượng bã xác sau khi ép kiệt có thể dùng làm thức ăn gia súc hoặc ủ thành phân hữu cơ, một số gia đình sử dụng làm nhiên liệu để đun nấu.
Sau khi lọc ép tách bã, dịch đường thu được còn loãng, cần phải đun sôi để tách bớt nước, cô đặc dịch đường thành đường mạch nha đặc sánh theo yêu cầu cụ thể là sau khi ép và lọc sạch xong, lại đổ vào nồi nấu tiếp cho đặc (cô), mất khoảng  4-5 giờ nữa mới thành một chất dẻo, thơm thơm, ngọt thanh. Ðây là đợt nấu cô cuối cùng nên càng phải khuấy đều cho khỏi sít và phải xem chừng để bớt lửa. Nếu mạch nha để làm bia thì cô lỏng, nấu để ăn thì cô đặc hơn. Mạch nha ngon hay dở, đặc hay lỏng, để lâu được hay không là do ở nghệ thuật nấu "cô". Mạch nha có mùi thơm dìu dịu, vị thanh thanh, trong mà không cần nấu với bột, ngọt mà không cần nấu với đường.

## Công dụng
Kẹo mạch nha là sản phẩm ăn vừa ngon, vừa bổ và là nguyên liệu không thể thiếu trong công nghiệp sản xuất bánh mứt kẹo và bia. Đường mạch nha có tác dụng làm cho kẹo tăng độ dai, nhiều tơ, không bị lại đường, không bị chảy nhão do hút ẩm và là nguyên liệu bổ sung quan trọng giúp các nhà sản xuất bia hạ được giá thành mà sản phẩm vẫn đảm bảo chất lượng tốt. Ngoài ra, đường mạch nha còn là nguyên liệu cho rất nhiều ngành công nghiệp khác. Đây còn là món ăn rất bổ nhờ có nhiều sinh tố, hợp tì vị, nhất là những người yếu dạ dày.
Chế bằng cách tác dụng các men trong mầm thóc lên cơm nếp hay cháo gạo nếp ở nhiệt độ 60-70°trong vòng 6-12 giờ sau đó cô đặc lại cho tới khi còn chừng 8% độ ẩm thì bảo quản mới tốt. Tỷ lệ mầm thóc dùng thường là 2/10 trọng lượng gạo nếp. Người ta có thể đun kẹo mạ cho chảy mềm ra, thêm vào tới 50% trọng lượng dầu (dầu cá, dầu gấc v.v…) trộn đều. Sau nhiều ngày, hỗn hợp vẫn đồng đều, dầu và kẹo không tách ra. Tính chất này được dùng để chế kẹo dầu gấc, hay kẹo dầu cá.